# أنيكيون
أنيكيون (بالفرنسية: Annequin)‏ هي بلدية تقع في إقليم باد كاليه من منطقة نور با دو كاليه في شمال فرنسا. تبلغ مساحة هذه المدينة 3.99 (كم²)، وترتفع عن سطح البحر 23 م، يبلغ عدد سكانها 2343 نسمة حسب إحصاء المعهد الوطني للإحصاء والدراسات الاقتصادية سنة 2009 م. وترأس Yves Dupont البلدية خلال فترة (2008-2014).